# Уза (притока Шелоња)
Уза (рус. Уза) река је на западу европског дела Руске Федерације. Протиче преко источних делова Псковске области, односно преко територија Дедовичког и Порховског рејона. Лева је притока реке Шелоњ (притоке језера Иљмењ), те део басена реке Неве, односно Финског залива Балтичког мора.
Свој ток започиње као отока језера Локно, у централном делу делу Судомског побрђа, на западу Дедовичког рејона. Тече у смеру севера и улива се у Шелоњ северно од Порхова након 98 km тока.
Површина сливног подручја Узе је 732 km². Најважније притоке су Веретењка, Дубенка, Детоха и Чернејка.